# Buket Tufah
Buket Tufah is een bestuurslaag in het regentschap Aceh Timur van de provincie Atjeh, Indonesië. Buket Tufah telt 112 inwoners (volkstelling 2010).